# Synema fuscomandibulatum
Synema fuscomandibulatum es una especie de araña del género Synema, familia Thomisidae.

## Distribución
Esta especie se encuentra en Panamá.

## Taxonomía
Fue descrita por Petrunkevitch en 1925.
Tratamiento taxonómico
La especie aparece registrada y publicada en Arachnida from Panama. Transactions of the Connecticut Academy of Arts and Sciences 27: 51–248.